# Feldbach
Feldbach je okresní město okresu Jihovýchodní Štýrsko v rakouské v spolkové zemi Štýrsko. Žije zde přibližně 13 tisíc obyvatel.